# HD 22663
HD 22663 är en tänkbar astrometrisk dubbelstjärna i den mellersta delen av stjärnbilden Eridanus, som också har Bayer-beteckningen y Eridani. Den har en kombinerad skenbar magnitud av ca 4,57 och är svagt synlig för blotta ögat där ljusföroreningar ej förekommer. Baserat på parallax enligt Gaia Data Release 2 på ca 14,2 mas, beräknas den befinna sig på ett avstånd på ca 230 ljusår (ca 71 parsek) från solen. Den rör sig bort från solen med en heliocentrisk radialhastighet på ca 12 km/s.

## Egenskaper
Primärstjärnan HD 22663 A är en orange till gul jättestjärna  av spektralklass K1 III, som har förbrukat förrådet av väte i dess kärna och utvecklats bort från huvudserien. Den har en massa som är ca 1,4 solmassor, en radie som är ca 13 solradier och har ca 96 gånger solens utstrålning av energi från dess fotosfär vid en effektiv temperatur av ca 4 700 K.